# Бурматов, Михаил Александрович
Михаи́л Алекса́ндрович Бурма́тов (24 октября 1902, Томск — 18 июня 1980, Тольятти, Куйбышевская область) — советский партийный работник, почётный гражданин города Тольятти.

## Биография
Родился в 1902 году в Томске в семье сельского учителя. В 1910 году поступил в начальную школу, а в 1913 — школу второй ступени.
В 1921 году поступил в Томский университет на факультет общественных наук, однако материальное положение семьи вынудило оставить учёбу спустя два года.
В мае 1923 году Михаил Бурматов устроился вольнонаёмным на должность делопроизводителя сапёрного батальона 10 стрелкового корпуса Красной армии.
С мая 1924 Бурматов — школьный инструктор отдела народного образования Томского уездного исполкома. В дальнейшем он трудился школьным инспектором отдела народного образования Зачулымского райисполкома (1924—1929), школьным инспектором Богородского райисполкома (1929—1930), заведующим школой-интернатом туземного райисполкома Томского округа (март—сентябрь 1930), заведующим Кожевниковского районного отдела народного образования Западно-Сибирского края (1930—1933).
В 1933 году Михаил Бурматов переехал в Ставрополь (ныне Тольятти), где работал преподавателем зоотехникума Наркомата зерновых и животноводческих совхозов РСФСР (1933—1936), преподавателем и помощником директора по заочному обучению в Ставропольском педагогическом училище (1936—1937), преподавателем ставропольского зоотехникума (1937—1941).
В марте 1940 году года Михаил Александрович Бурматов был принят в члены ВКП(б) и спустя год перешёл на партийную работу. С 1941 года он трудился заведующим отдела пропаганды и агитации Ставропольского райкома ВКП(б).

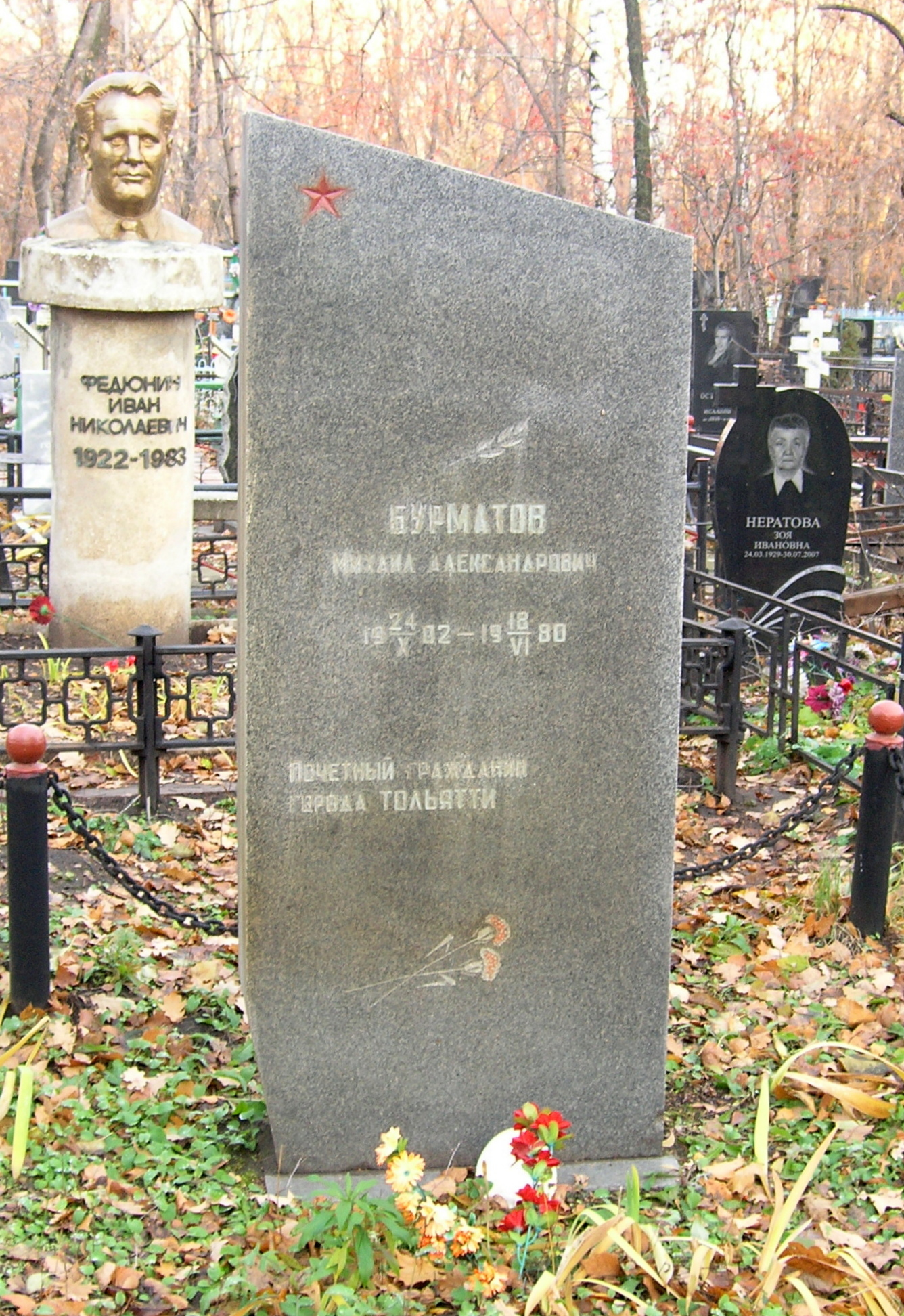
Могила М. А. Бурматова

С июня 1942 по 1950 — второй секретарь Ставропольского райкома ВКП(б), член президиума Ставропольского райисполкома.
В 1950 году Бурматов был избран председателем исполкома Ставропольского райсовета депутатов трудящихся. Возглавлял комиссию по переносу Ставрополя и ближайших населённых пунктов на новое место в связи со строительством Куйбышевской ГЭС. Сумел наладить отношения с руководством Куйбышевгидростроя, возводившего ГЭС, и добиться помощи колхозам района со стороны этой крупной организации.
В марте 1953 года перешёл на работу в Куйбышевгидрострой. Работал секретарём парткома главной базы управления строительства Куйбышевгидростроя до марта 1956 года, после чего стал сначала заместителем председателя, а в 1958—1963 — председателем объединённого постройкома УС Куйбышевгидрострой. По воспоминаниям современников Бурматов был человеком скромным, аскетичным в быту, очень работоспособным и умевшим жёстко отстаивать интересы трудящихся. При нём были открыты десятки детских садов, работники КГС имели возможность отдыхать не только на собственных турбазах предприятия, но и во всесоюзных здравницах, по его инициативе были построены пионерские лагеря на 2000 мест, а также особый дом отдыха для старшеклассников.
С 1963 по 1967 год работал старшим инженером в управлении «Куйбышевгидрострой». Неоднократно избирался секретарём партийной организации.
За особые заслуги перед городом решением тольяттинского городского Совета народных депутатов в 1967 году Михаилу Бурматову в числе первых было присвоено звание Почётного гражданина Тольятти.
Скончался в 1980 году. Похоронен на Баныкинском кладбище города Тольятти.

## Награды
- Орден «Знак Почёта»[2] — за умелое политическое руководство и мобилизацию строителей на успешное завершение строительства Волжской ГЭС имени В. И. Ленина[4].
- Медаль «За Доблестный труд в Великой Отечественной войне 1941—1945 г.г.»[2] — «за активное участие в мобилизации трудящихся на выполнение военных заказов»[4].
- Почётный гражданин города Тольятти (1967)[6].